# پوشش عمیق (ترانه)
«پوشش عمیق»، (به انگلیسی: Deep Cover) که همچنین با عنوان «۱۸۷» هم شناخته می‌شود، اولین تک‌خوانی رپر آمریکایی دکتر دره است. همچنین این ترانه اولین آهنگ او پس از انحلال گروه ان.دابلیو.ای است. این قطعه برای موسیقی متن فیلم پوشش عمیق ضبط شده‌است. در این ترانه، خواننده رپ آمریکایی، اسنوپ داگ نیز حضور دارد.